# 加爾澤
加爾澤是冰島南半岛区南半岛镇市镇内的城镇，位於該國西南部雷恰角半岛東北端，面積2.14平方公里，2021年人口1,744。
加尔泽始建於1908年6月15日。2018年时与桑德蓋爾濟一起合并为新的南半岛镇市镇。

## 外部連結
- Garður village at Reykjanes Peninsula （页面存档备份，存于） （英文）